# Pacaraima
Pacaraima é um município brasileiro localizado no norte do estado de Roraima, na fronteira com a Venezuela. Conhecido como "Polo Norte de Roraima", pelo fato de suas temperaturas serem mais baixas que no resto do estado, por causa da altitude. Sua população, de acordo com estimativas de 2024 do Instituto Brasileiro de Geografia e Estatística (IBGE), era de 22 104 habitantes.

## História
A história do município de Pacaraima está ligada à demarcação da fronteira com a Venezuela pelo Exército Brasileiro, originando-se em torno do marco conhecido como BV-8, portal de entrada para o Brasil a partir daquele país. Também é de se destacar a implantação de um Pelotão Especial de Fronteira na região.
No entanto, a colonização intensificar-se-ia com a farta chegada de brasileiros, principalmente oriundos da Região Nordeste, atraídos pelo sonho do enriquecimento fácil com o garimpo. A livre mobilidade interfronteiriça tornou necessário oficializar a demarcação e o resguardo daquela fronteira.
Os brasileiros pioneiros na região são considerados seus desbravadores, embora sejam fundadores acidentais e quase desconhecidos do município. Antes conhecida como Vila Pacaraima, ou simplesmente BV-8, adotando-se o nome do marco, a vila era parte do então Território Federal de Roraima, atual Estado de Roraima.
Pacaraima foi emancipada por Lei Estadual nº 96, de 17 de outubro de 1995, sendo o município formado por desmembramento de Boa Vista, capital do estado. Sua instalação ocorreu em 1º de janeiro de 1997, com a posse do primeiro Prefeito eleito através do voto direto o engenheiro agrônomo Hiperion de Oliveira e os 9 vereadores que compõem a Câmara Municipal, em eleição ocorrida em 3 de outubro de 1996.
A sede municipal funciona até hoje como entreposto comercial, atraindo diversos compradores de bens de consumo básico do município vizinho.

## Geografia
O município de Pacaraima, com seus 920 m de altitude, é considerado como o município mais alto do estado de Roraima e de toda a Região Norte do Brasil.

### Localidades principais
A área do município está localizada na Reserva Indígena São Marcos. A única localidade não-indígena do município é a própria sede. Segue sua população segundo o Censo de 2010.
- 4.514 habitantes - Pacaraima (sede)

### Hidrografia
- Rio Cotingo
- Rio Parimé
- Rio Surumu

### Vegetação
Cobertura vegetal: savana estépica (parque e arbórea densa).

### Relevo
Savana de superfície plana (50%), relevo ondulado (40%) e elevações isoladas (10%).

### Solo
1. Solos litólicos
2. Podzólicos vermelho-amarelos
3. Planossolo
4. Afloramento rochoso
5. Laterita hidromórfica
6. Latossolo amarelo
7. Solos hidromórfico cinzentos

### Clima
O clima de Pacaraima é considerado equatorial (tipo Af segundo Köppen), com temperatura média compensada anual de 22,3 °C. Na maioria dos meses do ano existe uma pluviosidade significativa, só existe uma curta época seca e não é muito eficaz. A média anual de pluviosidade é de 2 249 mm. As temperaturas médias variam 2,6 °C durante o ano.
| Dados climatológicos para Pacaraima     | Dados climatológicos para Pacaraima | Dados climatológicos para Pacaraima | Dados climatológicos para Pacaraima | Dados climatológicos para Pacaraima | Dados climatológicos para Pacaraima | Dados climatológicos para Pacaraima | Dados climatológicos para Pacaraima | Dados climatológicos para Pacaraima | Dados climatológicos para Pacaraima | Dados climatológicos para Pacaraima | Dados climatológicos para Pacaraima | Dados climatológicos para Pacaraima | Dados climatológicos para Pacaraima |
| Mês                                     | Jan                                 | Fev                                 | Mar                                 | Abr                                 | Mai                                 | Jun                                 | Jul                                 | Ago                                 | Set                                 | Out                                 | Nov                                 | Dez                                 | Ano                                 |
| --------------------------------------- | ----------------------------------- | ----------------------------------- | ----------------------------------- | ----------------------------------- | ----------------------------------- | ----------------------------------- | ----------------------------------- | ----------------------------------- | ----------------------------------- | ----------------------------------- | ----------------------------------- | ----------------------------------- | ----------------------------------- |
| Temperatura máxima média (°C)           | 27,7                                | 28,3                                | 28,6                                | 27,2                                | 25,7                                | 24,9                                | 24,8                                | 25,6                                | 26,9                                | 27,8                                | 27,5                                | 27,2                                | 26,9                                |
| Temperatura mínima média (°C)           | 18,3                                | 18,6                                | 18,8                                | 18,9                                | 18,7                                | 18                                  | 17,6                                | 17,7                                | 17,9                                | 18,4                                | 18,6                                | 18,5                                | 18,3                                |
| Precipitação (mm)                       | 82                                  | 83                                  | 110                                 | 229                                 | 382                                 | 328                                 | 292                                 | 216                                 | 132                                 | 130                                 | 141                                 | 124                                 | 2 249                               |
| Fonte: Climate Data 29 de junho de 2025 |                                     |                                     |                                     |                                     |                                     |                                     |                                     |                                     |                                     |                                     |                                     |                                     |                                     |

## Organização Político-Administrativa
O Município de Pacaraima possui uma estrutura político-administrativa composta pelo Poder Executivo, chefiado por um Prefeito eleito por sufrágio universal, o qual é auxiliado diretamente por secretários municipais nomeados por ele, e pelo Poder Legislativo, institucionalizado pela Câmara Municipal de Pacaraima, órgão colegiado de representação dos munícipes que é composto por 9 vereadores também eleitos por sufrágio universal.

### Atuais autoridades municipais de Pacaraima
- Prefeito: Juliano Torquato dos Santos - REPUBLICANOS (2021/-)[9]
- Vice-prefeito: Simeão de Oliveira Peixoto - PV (2021/-)[9]
- Presidente da câmara: Dila Santos - SOLIDARIEDADE (2023/-)[10]

## Infraestrutura urbana
O acesso à cidade de Pacaraima se dá pela rodovia BR-174, que está pavimentada e com bom estado de conservação. A distância até Boa Vista é de cerca de 220 quilômetros. Há um serviço regular de ônibus disponível para o município a partir de Boa Vista. Há ainda serviços de motoristas autônomos que fazem o percurso. Pacaraima está conectada à rede elétrica estadual, com energia proveniente de Macágua, na Venezuela.

## Economia

### Turismo
A sede do município de Pacaraima, na fronteira do Brasil com a Venezuela, está cravada numa região de vales cercado por montanhas e serras. A região de temperatura serrana é uma das mais mais amenas de Roraima. Os próprios indígenas administram alguns serviços turísticos prestados aos visitantes. Alguns atrativos:
Festas tradicionais
- Micaraima – Primeiro final de semana após o carnaval.
- Padroeiro – Comemorado no dia 4 de outubro.

Pontos turísticos
- Trilha da Nova Esperança: Localizada dentro da Terra Indígena São Marcos, possuindo uma grande diversidade de fauna e flora. O seu acesso exige autorização da Funai.
- Sítio arqueológico da Pedra Pintada: Local de grande riqueza arqueológica, com inscrições rupestres e muitas curiosidades. Acesso pelas rodovias BR-174 e RR-400.